# Герб Волчанского городского округа
Герб Волчанского городского округа — основной опознавательно-правовой знак Волчанского городского округа Свердловской области Российской Федерации (наряду с флагом), составленный и употребляемый в соответствии с правилами геральдики, служащий официальным символом городского округа как муниципального образования, а также символом единства его населения, прав и процесса местного самоуправления.
Действующий герб утверждён 25 ноября 2004 года решением Волчанской районной Думы № 62 и внесён в Государственный геральдический регистр Российской Федерации под № 1690.

## Описание и история
«В лазоревом поле золотой, с черными глазами и полосами на спине (и с распущенным хвостом) бурундук, сопровожденный вверху справа возрастающими слева направо тремя серебряными звездами о пяти лучах, одна подле другой; и возникающий из-за червленой косвенной слева ступенчатой оконечности, завершенной серебром и с тонкой внутренней каймой того же металла вдоль ступенчатого края. Щит увенчан золотой башенной короной о трех зубцах».
Символика гербовой композиции: Бурундук — знак богатства природы и недр, а его цвет указывает на месторождения золота. Ступенчато изломанная оконечность представляет собой разрез стенки карьера и показывает, что добыча угля производится открытым способом. Две серебряные изломанные полосы — реки Большая и Малая Волчанка, давшие название городу. Красный цвет оконечности указывает на то, добываемые угли — бурые. Три разного размера звезды — составляющие город населённые пункты.
После получения муниципальным образованием статуса городского округа герб стал использоваться с рекомендованной для городских округов короной (золотой стенчатой с пятью зубцами).
Официально правопреемство герба и флага МО «город Волчанск» передано Волчанскому городскому округу Решением Волчанской городской Думы от 23 августа 2012 года № 154 «О правопреемственности герба и флага МО город Волчанск». Тогда же утверждены новые Положения о гербе и флаге. Описание герба:
«В лазоревом поле золотой с черными глазами и полосами на спине бурундук, возникающий из-за червленой косвенной слева ступенчатой оконечности, завершенной серебром и обрамленной серебряной же узкой повышенной перевязью слева, ступенчато изломанной сообразно краю оконечности.
В правом верхнем углу щита три пятиконечные звезды последнего металла в пояс, размер которых уменьшается справа налево.
Щит увенчан муниципальной короной установленного образца».
Решением Волчанской городской Думы от 29 января 2020 года № 6 в Положение о гербе МО «Волчанский городской округ» внесены изменения. Добавилось описание возможности использовать герб без короны.
«Герб может равнозначно использоваться с короной или без короны».